# Bukor
Bukor is een bestuurslaag in het regentschap Bondowoso van de provincie Oost-Java, Indonesië. Bukor telt 1963 inwoners (volkstelling 2010).